# Били Бриг
Били Бриг је насељено место у саставу општине Нова Капела у Бродско-посавској жупанији, Република Хрватска.

## Историја
До територијалне реорганизације у Хрватској налазио се у саставу старе општине Нова Градишка.

## Становништво
На попису становништва 2011. године, Били Бриг је имао 272 становника.

## Попис1991.
На попису становништва 1991. године, насељено место Били Бриг је имало 423 становника, следећег националног састава:
| Попис 1991.‍  | Попис 1991.‍  | Попис 1991.‍ | Попис 1991.‍ | Попис 1991.‍ |
| ------------ | ------------ | ----------- | ----------- | ----------- |
|              |              |             |             |             |
| Хрвати       | Хрвати       |             | 410         | 96,92%      |
| Муслимани    | Муслимани    |             | 1           | 0,23%       |
| Украјинци    | Украјинци    |             | 1           | 0,23%       |
| неопредељени | неопредељени |             | 1           | 0,23%       |
| непознато    | непознато    |             | 10          | 2,36%       |
| укупно: 423  |              |             |             |             |